# مایکل فینک
ادوارد مایکل "مایک" فینک (به انگلیسی: Edward Michael "Mike"/"Spanky" Fincke) فضانورد اهل ایالات متحده آمریکا است که در ۱۴ مارس ۱۹۶۷ در پیتسبورگ، پنسیلوانیا زاده شد. وی در مأموریت سایوز تی‌ام‌ای-۴، اکسپدییشن ۹، سایوز تی‌ام‌ای-۱۳، اکسپدییشن ۱۸، اس‌تی‌اس-۱۳۴ حضور داشته است.